# Sven Forsberg
Sven Nicolaus Forsberg, född den 20 september 1897 i Kågeröds församling, Malmöhus län, död den 27 november 1983 i Lund, var en svensk militär.
Forsberg avlade studentexamen i Lund 1915 och officersexamen 1917. Han blev fänrik vid Norra skånska infanteriregementet sistnämnda år och löjtnant där 1920. Efter att ha genomgått Krigshögskolan 1927–1929 blev Forsberg kapten vid regementet 1932 och major där 1940. Han var militärassistent vid järnvägsstyrelsen 1931–1934, aspirant vid generalstaben 1934–1936 och militärassistent vid väg- och vattenbyggnadsstyrelsen 1937–1938. Forsberg befordrades till överstelöjtnant vid Dalregementet 1942 och till överste på reservstat 1945. Han blev riddare av Svärdsorden 1938 och kommendör av samma orden 1957. Forsberg är begravd på Kågeröds kyrkogård.